# 발렌티나 로도비니
발렌티나 로도비니(Valentina Lodovini, 1978년 5월 14일 ~ )는 이탈리아의 배우이다.
움베르티데에서 태어난 루도비니는 산세폴크로에서 자랐고, 페루자에 있는 연극 예술 학교에 진학한 후, 로마로 옮겨 이탈리아 국립 영화 학교에서 학업을 계속하였다. 몇몇 작품에서 조연을 맡은 후, 카를로 마차쿠라티의 2007년 드라마 영화 《라이트 디스턴스》에 출연하여, 다비드 디 도나텔로상 여우주연상 후보에 올랐다.
2011년, 루도비니는 《웰컴 투 사우스》의 마리아 역으로 다비드 디 도나텔로상 여우조연상을 수상했다. 그녀는 그 영화의 후속작인 《웰컴 투 노스》에 다시 출연했다.